# Josep Pous i Pagès
Josep Pous i Pagès (Figueres, Alt Empordà, 1 de febrer de 1873 - Barcelona, 15 de febrer de 1952) fou un escriptor, periodista i polític català.

## Biografia

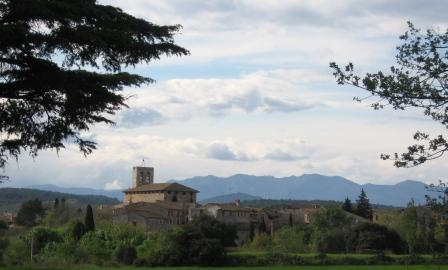
Avinyonet de Puigventós (Alt Empordà), on Pous i Pagès tenia la propietat familiar

Era fill d'un metge republicà federal d'Avinyonet de Puigventós. Va ser alumne de l'IES Ramon Muntaner i va estudiar medicina a Figueres i Barcelona, però no va acabar la carrera. El 1893 es casà amb la Mercè Gómez Illa, i per tal de mantenir la família va tornar a Avinyonet de Puigventós per a dedicar-se a la propietat familiar.
El 1903 es traslladà a Barcelona, on va interessar-se pel periodisme polític i col·laborà en El Poble Català fins a la seva desaparició el 1918, alhora que es dedicava a la literatura amb els pseudònims de Josep Piula o Pere Mas i Roure. El 1909 fou detingut arran d'un article d'El Poble Català i restà a la presó durant un mes.
El 1914 rebé una subvenció municipal gestionada per Ignasi Iglésias Pujadas i esdevingué empresari teatral amb Evarist Fàbregas i Pàmies, cosa que li facilità l'estrena de la major part de les seves obres teatrals. Tanmateix, la seva obra més celebrada havia de ser la seva novel·la La vida i la mort d'en Jordi Fraginals (1912), amb la qual va assolir l'estil narratiu i la fórmula novel·lesca que sempre havia tractat d'aconseguir, entre el realisme i el psicologisme, amb influències d'Àngel Guimerà i Santiago Rusiñol.

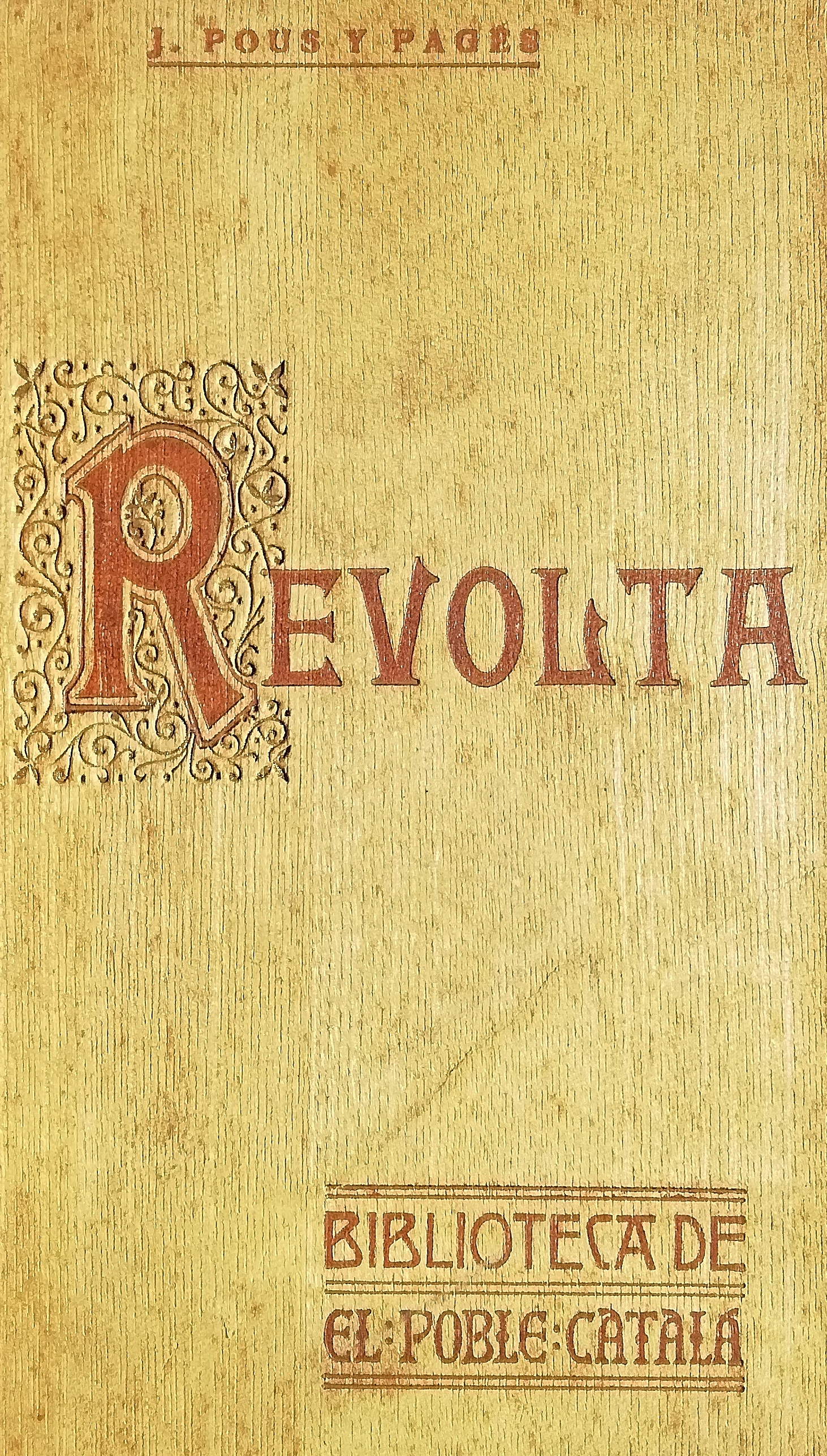
Primera edició de Revolta publicada a Barcelona l'any 1906

Políticament, el setembre de 1936 s'autodefinia com un "modern catalanista liberal obert a aportacions de renovació que vivifiquin i ampliïn reivindicacions polítiques i socials posteriors".
Del 1937 al 1938 dirigí la Institució de les Lletres Catalanes i fou president de l'Ateneu Barcelonès quan aquest estava intervingut per la Generalitat de Catalunya a causa de la guerra civil espanyola. A la seva junta hi havia personatges de primera línia com Joaquim Borralleras, Pompeu Fabra i Josep Andreu i Abelló, que tot i les precàries condicions i la reducció del nombre de socis, varen organitzar el Cicle de Poesia Catalana el 1937 i més de cinquanta actes del Grup Literari Oasi, un grup d'escriptors que es reunia cada dissabte al bar del carrer Canuda del mateix nom.
Pous va adoptar una posició apolítica en la seva gestió sota l'eslògan "per Catalunya, la cultura i la civilització". Aquest posicionament el va portar a donar suport al Grup Sindical d'Escriptors Catalans, afiliat a la CNT, tot i que discrepava dels comunistes i anarquistes catalans. Va realitzar personalment el guió del Manifest dels Intel·lectuals Catalans aparegut a La Publicitat el 28 de maig de 1937 en resposta als fets de 1937, tot i que finalment no ho va signar.
El 1939 es va exiliar a Mèxic fins al 1944, quan tornà a Barcelona. Va formar part del Consell Nacional de Catalunya, i cap al 1944 fundà i dirigí el Consell Nacional de la Democràcia Catalana, també conegut com a Comité Pous i Pagès, que va dirigir fins a la seva mort.
És enterrat al Cementiri de Poble Nou de Barcelona. El 1998 el seu arxiu particular fou cedit a l'Arxiu Nacional de Catalunya pel seu net, Joaquim Monturiol i Pous.

## Obres
Les novel·les Per la vida (1903), Quan es fa nosa (1904) i Revolta (1906), estan inspirades en el paisatge i la toponímia d'Avinyonet de Puigventós. L'obra de teatre L'endemà de bodes (1904) també està inspirada en un fet que va succeir en aquest poble de l'Empordà.
- 1902 — Sol ixent. Drama en 4 actes. Estrenat al teatre Romea de Barcelona.
- 1903 — El mestre nou. Drama en tres actes (teatre.)
- 1903 — Per la vida. (novel·la)
- 1903, 23 d'octubre — L'enemic. Drama social en dos actes. Estrenat al teatre Romea de Barcelona.
- 1904 — Quan es fa nosa. (novel·la)
- 1904, 14 d'octubre — L'endemà de bodes. Comèdia en tres actes. Estrenada al <Teatre Català> instal·lat al Romea de Barcelona. Publicada per La Novel·la Teatral Catalana l'any 1919.
- 1905 — Revolta. Editada per "Biblioteca d'El Poble Català" Juliol 1906. Barcelona. Publicada per Adesiara editorial, Martorell, 2012.
- 1905 — L'home bo
- 1905, 5 de desembre — Un cop d'estat. Comèdia en un acte. Estrenada al teatre Romea de Barcelona.
- 1906, 20 d'abril — Scherzo.[3] Comèdia en un acte. Estrenada al teatre Principal de Barcelona.
- 1906 — Empordaneses (recull de narracions breus)
- 1907 — Aigua avall
- 1909 — De l'ergàstula (crònica, assaig)
- 1912 — La vida i la mort d'en Jordi Fraginals
- 1912, 24 d'octubre — Senyora àvia vol marit. Estrenada al Gran teatre Espanyol (Paral·lel) de Barcelona.
- 1914 — Pàtria (teatre)
- 1914 — Sang blava (teatre)
- 1914 — Apretats però no escanyats, o una llengua de mal camí (teatre: sainet)
- 1917, 16 d'octubre — Damià Rocabruna, el bandoler. Estrenada al teatre Romea de Barcelona.
- 1918, 31 de març — La mel i les vespes. Comèdia en 3 actes. Estrenada al teatre Romea de Barcelona.
- 1918, 21 de setembre — Rei i senyor. Drama en 3 actes. Estrenat al teatre Romea de Barcelona.
- 1919, 18 de gener — Papallones. Comèdia en 3 actes. Estrenada al teatre Romea de Barcelona.
- 1919, 17 d'octubre — Flacs naixem, flacs vivim.... Comèdia en 3 actes. Estrenada al teatre Romea de Barcelona.
- 1920. No tan sols de pa viu l'home (teatre)
- 1921 — Primera volada
- 1921, 15 febrer - Tardania. Comèdia en tres actes. Estrenada al Teatre Català (Romea). Publicada per la col·lecció La Novel·la Teatral Catalana l'any 1921.
- 1923 — Sants i diables. Estrenada al teatre Romea de Barcelona.
- 1927 — Puput o el joc de l'amor i l'interès. Comèdia en tres actes. Estrenada al teatre Novetats de Barcelona.
- 1928, 7 d'abril — Maria Lluïsa i els seus pretendents. Comèdia en tres actes. Estrenada al teatre Novetats de Barcelona.
- 1930 — Vivim a les palpentes (teatre).
- 1937 — Al marge de la revolució i de la guerra
- 1948 — De la pau i del combat. (Publicat per Adesiara editorial, Martorell, 2016).
- 1961 — Tota la saviesa d'aquest món
- 1969 — Pere Coromines i el seu temps (assaig)

## Fons personal
El seu fons personal es conserva a l'Arxiu Nacional de Catalunya. El fons conté la documentació generada i rebuda per Josep Pous i Pagès, de caràcter personal i familiar, així com la paperassa generada en funció de la seva activitat professional com a escriptor i com a periodista, dins la qual cal destacar l'obra creativa (incloent-hi manuscrits originals i esborranys de les seves obres, traduccions, teatre, comèdies, discursos, conferències i articles periodístics publicats a El Poble Català i La Veu de Catalunya).
Del conjunt del fons, també destaca la correspondència, que reuneix cartes rebudes de diverses personalitats del món literari i polític del moment, així com la documentació produïda en funció de la seva activitat associativa i política (on sobresurt, pel seu interès, la relacionada amb la guerra civil i amb l'exili (el Consell Nacional de la Democràcia Catalana, els discursos i les conferències, el dietari de la guerra i el de l'exili). Finalment, el fons conserva documentació sobre el productor del fons, com ara homenatges, notes biogràfiques i reculls de premsa.